# Павлов, Павел Васильевич (физик)
Павел Васильевич Павлов (6 июля 1925 года, с. Филино, Лухский район, Ивановская область, РСФСР, СССР — 28 января 1994 года, Нижний Новгород, Россия) — советский и российский физик, специалист в области физики полупроводников и физики металлов, член-корреспондент РАН (1991).

## Биография
Родился в селе Филино Лухском районе Ивановской области.
В 1951 году — окончил Горьковский университет.
Работал в Институте химии университета, затем на физическом факультете.
В 1958 году — защитил кандидатскую диссертацию, тема: «Кристаллическая структура гердерита, датолита и гадолинита».
В 1971 году — защитил докторскую диссертацию, тема: «Физические свойства германия, кремния и двуокиси кремния при ионно-лучевом и диффузионном легировании».
В 1964 организовал кафедру электроники твердого тела и стал её первым заведующим. С 1966 по 1968 годы — декан физического факультета.
Одновременно работал в ГИФТИ.
В 1991 году — избран членом-корреспондентом РАН.
Умер 28 января 1994 года, похоронен на Бугровском кладбище Нижнего Новгорода.

## Научная деятельность
Специалист в области физики полупроводников и физики металлов.
Вел исследования физических основ ионно-лучевого легирования германия, кремния, арсенида галлия, двуокиси кремния, а также процессов, происходящих в полупроводниках при диффузионном легировании при различных внешних условиях.
Создатель Нижегородской (горьковской) школы ионной имплантации.
Автор свыше 300 научных работ, более 20 учебных пособий, Автор 30 изобретений.
Его учениками защищено 40 кандидатских и 3 докторские диссертации.

## Награды
- Орден Трудового Красного Знамени
- Премия Правительства России в области науки и техники (совместно с А. Ф. Хохловым, за 1995 год) — за учебник «Физика твердого тела»[3]
- Заслуженный деятель науки и техники РСФСР (1982)